# Alfred Cyril Ewing
Alfred Cyril Ewing (* 11. Mai 1899 in Leicester; † 14. Mai 1973 in Manchester) war ein britischer Philosoph.
Ewing studierte am University College in Oxford. Er lehrte vier Jahre in Swansea und ab 1931 Moralwissenschaft in Cambridge. Ab 1954 hielt er Vorlesungen über Moralwissenschaft.
Ewing glaubte, dass das Studium der Philosophiegeschichte wichtig ist für die philosophische Praxis.
Er verteidigte die traditionelle Metaphysik und entwickelt eine Position, die als analytischer Idealismus bezeichnet werden könnte.
Von 1941 bis 1942 war der Präsident der Aristotelian Society.

## Werke
- Value and Reality: The Philosophical Case for Theism. London: George Allen & Unwin 1973
- Non-linguistic Philosophy London: George Allen & Unwin 1968
- Second Thoughts in Moral Philosophy. London 1959
- The Idealist Tradition: From Berkeley to Blanshard. London 1957
- Ethics. London 1953
- The Fundamental Questions of Philosophy. London: Routledge 1951
- The Definition of Good. London: Routledge 1947
- The Individual, the State, and World Government. New York: Macmillan 1947
- Reason and Intuition. London 1941
- A Short Commentary on Kant's "Critique of Pure Reason". London 1938
- Idealism: A Critical Survey New York 1936
- The Morality of Punishment. London 1929
- Kant's Treatment of Causality. London 1924

## Online-Referenz
- Bernd Goebel: Alfred Cyril Ewing. In: Biographisch-Bibliographisches Kirchenlexikon (BBKL). Band 31, Bautz, Nordhausen 2010, ISBN 978-3-88309-544-8, Sp. 414–424 (Artikel/Artikelanfang im Internet-Archive).
- Alfred Cyril Ewing, Ethik. Eine Einführung, mit einer Einleitung herausgegeben und übersetzt von Bernd Goebel, Hamburg (Felix Meiner) 2014

| Personendaten    | Personendaten        |
| ---------------- | -------------------- |
| NAME             | Ewing, Alfred Cyril  |
| KURZBESCHREIBUNG | britischer Philosoph |
| GEBURTSDATUM     | 11. Mai 1899         |
| GEBURTSORT       | Leicester            |
| STERBEDATUM      | 14. Mai 1973         |
| STERBEORT        | Manchester           |